# Partia Demokratyczno-Republikańska

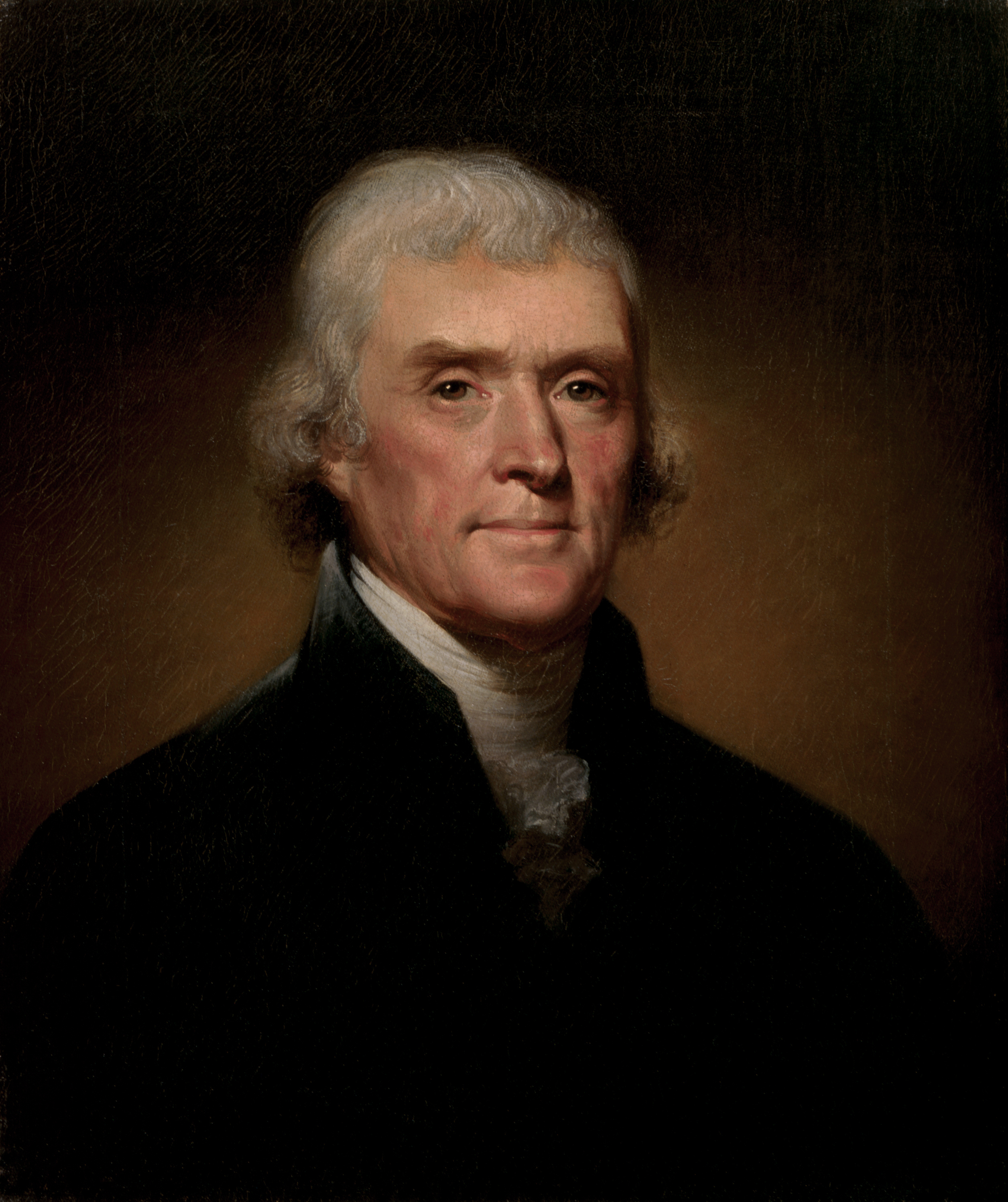
Thomas Jefferson, założyciel demokratycznych republikanów oraz prezydent z ramienia Partii Demokratyczno-Republikańskiej

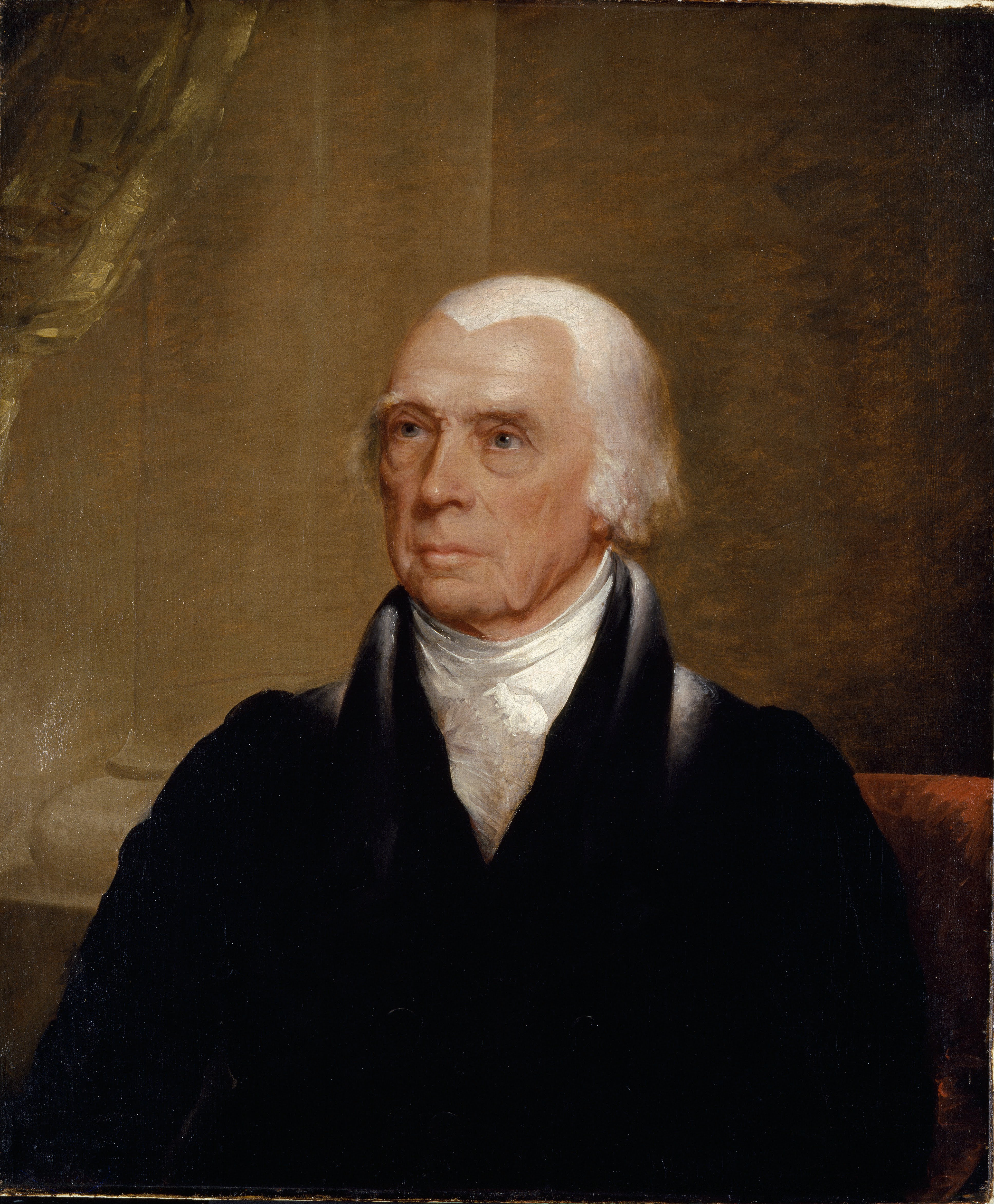
James Madison, prezydent z ramienia Partii Demokratyczno-Republikańskiej

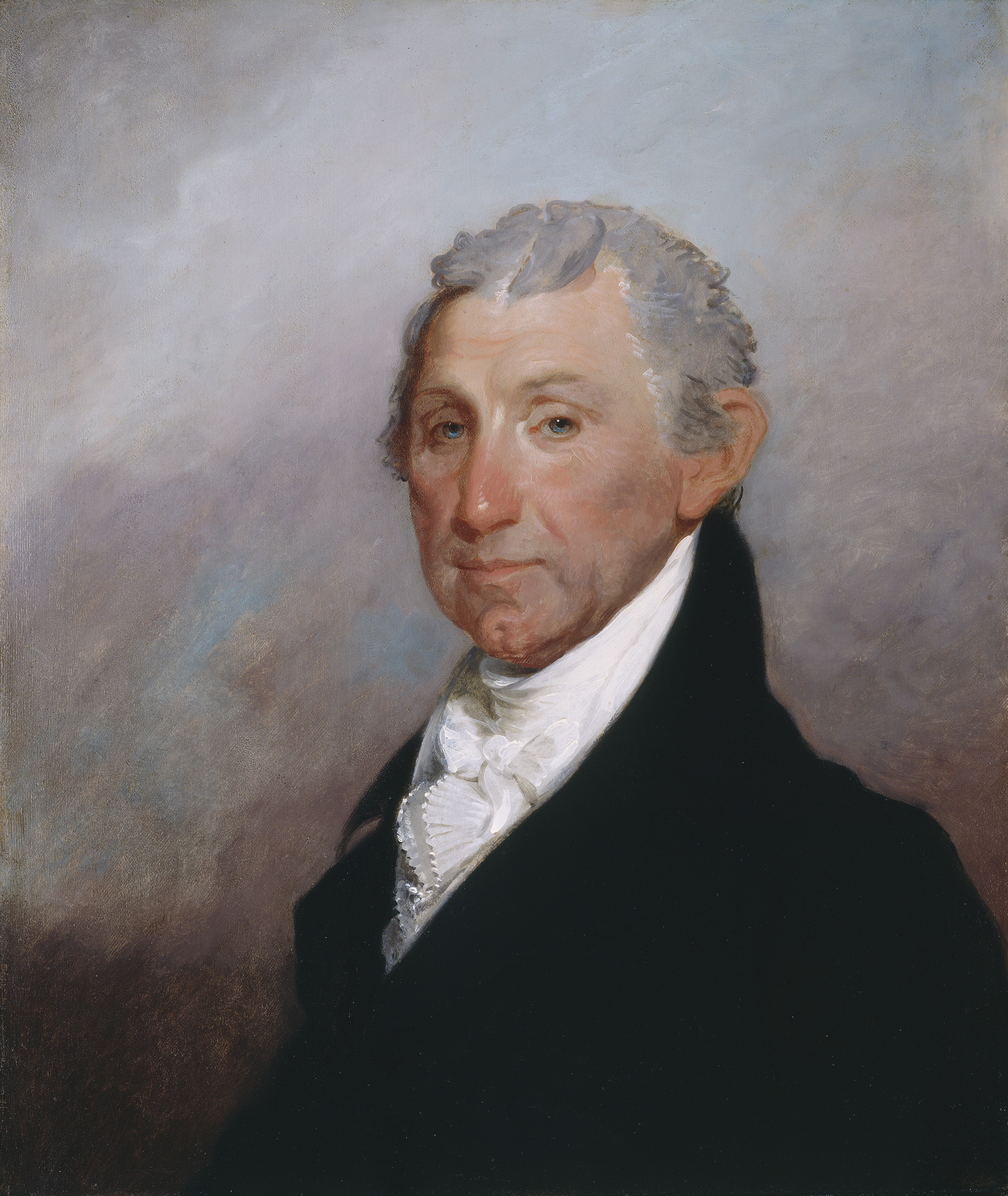
James Monroe, prezydent z ramienia Partii Demokratyczno-Republikańskiej

Partia Demokratyczno-Republikańska (ang. Democratic-Republican Party), w skrócie demokratyczni republikanie – partia polityczna istniejąca i działająca w Stanach Zjednoczonych w latach 1792–1825.

## Historia
Po amerykańskiej wojnie o niepodległość, Trzynaście kolonii zawiązało unię, która stopniowo przekształciła się w jednolite państwo, na mocy, uchwalonej w 1787 roku, Konstytucji. Największymi wyzwaniami stojącymi przed krajem były: stanowienie prawa, sformułowanie rządu i zarządzanie budżetem. Partie polityczne wówczas jeszcze nie istniały, lecz przywódcą frakcji antyfederalistycznej (sprzeciwiającej się silnej władzy centralnej) był sekretarz stanu w gabinecie Washingtona, Thomas Jefferson. Główne tezy, które głosił dotyczyły faworyzowania praw stanowych i ścisłej interpretacji Konstytucji, na rzecz osłabienia rządu federalnego. W zakresie polityki zagranicznej antyfederaliści sympatyzowali z Francją. Początkowo nazywali się republikanami, gdyż słowo demokraci miało wydźwięk negatywny, kojarzący się z władzą motłochu. Opozycja wobec Partii Federalistycznej uformowała się w wyniku sporu o bank centralny. Formalnie Partia Demokratyczno-Republikańska powstała w 1792 roku.

## Działalność
Gdy George Washington powołał swój pierwszy gabinet, zaprosił do niego zarówno federalistów, jak i antyfederalistów. W latach rządów Washingtona i Adamsa demokratyczni republikanie skupiali się wokół Jeffersona i budowali struktury lokalne. Ich głównymi założeniami były: decentralizacja administracji federalnej, faworyzowanie milicji stanowej względem stałej armii, wolności prasy, wyznania i wypowiedzi. W wyborach prezydenckich w 1800 roku Jefferson pokonał Johna Adamsa, otrzymując głównie głosy na południu kraju oraz część ze stanów środkowych. Po objęciu władzy, demokratyczni republikanie cofnęli ustawy o zwiększeniu podatków i wydatków na armię (uchwalone przez federalistów) oraz wymienili większość urzędników z nominacji przeciwników politycznych. Ponadto uchylili akcyzy federalne i przejęli dług narodowy i zakupili terytorium Luizjany. Dzięki temu uzyskali nieznaczny wzrost poparcia w stanach Nowej Anglii, która była zdominowana przez zwolenników federalistów. Pomimo embarga 1807 roku i słabszej kondycji gospodarki amerykańskiej w wyborach w 1808 roku z łatwością zwyciężył protegowany Jeffersona, James Madison. Podczas jego prezydentury w partii zaczęły pojawiać się konflikty, które najbardziej uwidoczniły się podczas wojny z Wielką Brytanią. Mimo to Madison uzyskał reelekcję, co było spowodowane słabnącymi wpływami federalistów (ich poparcie osłabło zwłaszcza w stanach środkowych). W wyniku tego, w wyborach prezydenckich w 1816 roku faworytem był kandydat Partii Demokratyczno-Republikańskiej James Monroe. Po jego dwóch kadencjach, istniała tylko jedna siła na scenie politycznej, jednakże wewnętrznie skonfliktowana. Pojawiło się wówczas czterech kandydatów na prezydenta: John Quincy Adams, Andrew Jackson, Henry Clay i William Crawford. Dzięki sojuszowi zawartemu pomiędzy Adamsem a Clayem, ten pierwszy został wybrany na prezydenta, a drugi otrzymał stanowisko sekretarza stanu. Konsekwencją takich rozwiązań był rozpad Partii Demokratyczno-Republikańskiej na stronnictwo Adamsa-Claya (Narodowi Republikanie) i stronnictwo Jacksona-Calhouna-Van Burena-Crawforda (Demokratyczni Republikanie). Ukształtowało to stały element dwupartyjności amerykańskiej polityki. Te dwie siły zmierzyły się ze sobą w wyborach w 1828 roku, w których zwyciężył duet: Andrew Jackson i John C. Calhoun. Poparli ich głównie farmerzy, robotnicy i rzemieślnicy miejscy. Pod względem geograficznym uzyskali poparcie w niemal wszystkich regionach kraju, z wyjątkiem Nowej Anglii. W czasie jego prezydentury zwolennicy partii byli nazywani jacksonistami, a ich konkurenci – antyjacksonistami. Spadkobierczynią demokratycznych republikanów była Partia Demokratyczna, z ramienia której pierwszym prezydentem był Martin Van Buren.
| Wybory prezydenckie | Kandydat          | Głosy powszechne | Głosy elektorskie |
| ------------------- | ----------------- | ---------------- | ----------------- |
| 1796                | Thomas Jefferson  | 31 115           | 68                |
| 1800                | Thomas Jefferson  | 41 330           | 73                |
| 1804                | Thomas Jefferson  | 104 110          | 162               |
| 1808                | James Madison     | 124 732          | 122               |
| 1812                | James Madison     | 140 431          | 128               |
| 1816                | James Monroe      | 76 592           | 183               |
| 1820                | James Monroe      | 87 343           | 231               |
| 1824                | John Quincy Adams | 116 296          | 84                |

| Wybory do Izby Reprezentantów | Liczba mandatów |
| ----------------------------- | --------------- |
| 1788                          | 28              |
| 1790                          | 30              |
| 1792                          | 54              |
| 1794                          | 59              |
| 1796                          | 49              |
| 1798                          | 46              |
| 1800                          | 68              |
| 1802                          | 103             |
| 1804                          | 114             |
| 1806                          | 116             |
| 1808                          | 92              |
| 1810                          | 107             |
| 1812                          | 114             |
| 1814                          | 119             |
| 1816                          | 146             |
| 1818                          | 160             |
| 1820                          | 155             |

| Wybory do Senatu | Liczba mandatów |
| ---------------- | --------------- |
| 1788             | 8               |
| 1790             | 11              |
| 1792             | 14              |
| 1794             | 11              |
| 1796             | 10              |
| 1798             | 10              |
| 1800             | 17              |
| 1802             | 25              |
| 1804             | 27              |
| 1806             | 28              |
| 1808             | 27              |
| 1810             | 30              |
| 1812             | 28              |
| 1814             | 26              |
| 1816             | 30              |
| 1818             | 37              |
| 1820             | 44              |